# サムライ那覇
サムライ那覇（サムライなは）は、沖縄県那覇市に本拠地を置き、日本野球連盟に加盟していた社会人野球のクラブチームである。阪神タイガースに所属していた元プロ野球選手の中込伸が設立した。

## 概要
阪神タイガースに所属していた元プロ野球選手の中込伸が、2006年1月29日に自らが監督を務める社会人野球のクラブチームとして設立を表明した。将来は独立リーグの設立も目指していた。
本拠地は温暖な気候や練習環境などから沖縄県那覇市に決定し、2006年2月中に入団テストを行ない、同年3月下旬から活動を開始した。同年5月29日付けで日本野球連盟に登録承認された。
2008年は、中込が古巣である台湾・中華職業棒球大聯盟の兄弟エレファンツの監督に就任。同チームの公式戦出場は無かった。
2009年1月28日付で、日本野球連盟より解散の承認がされ廃部となった。

## 沿革
- 2006年1月29日 - 設立表明
- 2006年5月29日 - 日本野球連盟に登録
- 2009年1月28日 - 解散

## 元プロ野球選手の競技者登録
- 中込伸（元：阪神タイガース、台湾・兄弟エレファンツ） - 監督兼投手
- 寺岡孝（元：広島東洋カープ、南海ホークス） - コーチ
- 莊宏亮（元：台湾・兄弟エレファンツ） - 投手